# 조락교경제학상
조락교경제학상은 경제학 분야에서 국내외 경제학자의 연구력을 진작하고, 학문적 연구 성과를 높임으로써 한국경제의 지속적인 성장을 뒷받침 할 목적으로 조락교(연세대 경제학과 55학번) 삼륭물산 회장이 기금을 제공하여 2007년 제정된 상금 1억원의 학술상이다.

## 역대 수상자
- 2008년 1회  경제학 분야의 순수 학문적 업적 및 학계에서의 학술 활동 등에 기여한 최연구 컬럼비아대 교수[2]
- 2009년 2회 금융위기 이론의 세계적 권위자인 신현송 프린스턴대 교수[3]
- 2010년 3회 계량경제학의 권위자인 박준용 인디애나대 교수[4]
- 2011년 4회 패널모형에 대한 새로운 추정방법, 인과관계에 관한 과학적 분석 등으로 유명한 한진용 캘리포니아대 교수[5]
- 2012년 5회 게임의 균형에 관하여 새로운 지평을 연 조인구 일리노이대 교수[6]
- 2013년 6회 장용성 연세대-로체스터대 교수[7]
- 2014년 7회 최재필 연세대-미시간주립대 교수[8]
- 2015년 8회 리차드 로저슨 프린스턴대 교수
- 2016년 9회 비교적 새로운 분야인 경매이론의 발전에 공헌한 쿠앙 부옹(Quang Vuong) 뉴욕대 교수[9]
- 2017년 10회 간도리 미치히로(神取道廣) 일본 동경대학 교수[10]

## 조락교 신진 경제학상
- 2013년 1회 최승주 런던대 교수
- 2014년 2회 서경원 KAIST 테크노경영대학원 교수